# Томаковка (Солонянский район)
Томаковка (укр. Томаківка) — село,
Новомарьевский сельский совет,
Солонянский район,
Днепропетровская область,
Украина.
Код КОАТУУ — 1225084504. Население по переписи 2024 года составляло 50 человек .

## Географическое положение
Село Томаковка находится в 4,5 км от села Новомарьевка.
В селе есть прекрасный ставок. В 5 км находится станция Незабудино